# 达姆门

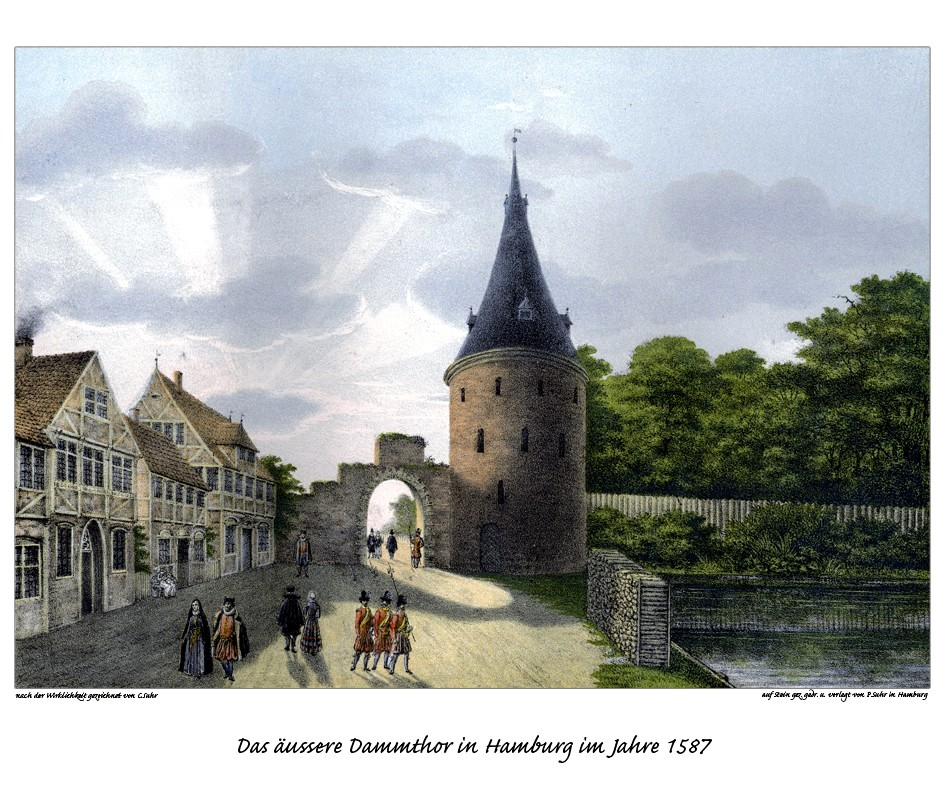

达姆门（Dammtor）是德国汉堡的一个区域，位于罗滕鲍姆（在艾姆斯比特尔区）与汉堡新城（汉堡中区）之间。

## 历史
达姆门原本是一个城门，介于汉堡旧城与汉堡新城之间。1866年，在汉堡-阿尔托纳铁路开通之前, 该市在Dammtordamm开设了一个火车站，1903年由汉堡达姆门车站取代。

## 地理
达姆门位于汉堡中部，靠近外阿爾斯特湖，和汉堡火车总站。该区包括古斯塔夫·马勒公园、植物与花卉公园老入口（包含旧植物园）。
达姆门地区其他值得注意的基础设施是铁路站、施特凡广场、汉堡大学主楼、汉堡会议中心、丽笙酒店和战争纪念碑。该地区的城市交通设施包括汉堡城市快铁的汉堡达姆门车站以及汉堡地铁的施特凡广场站。

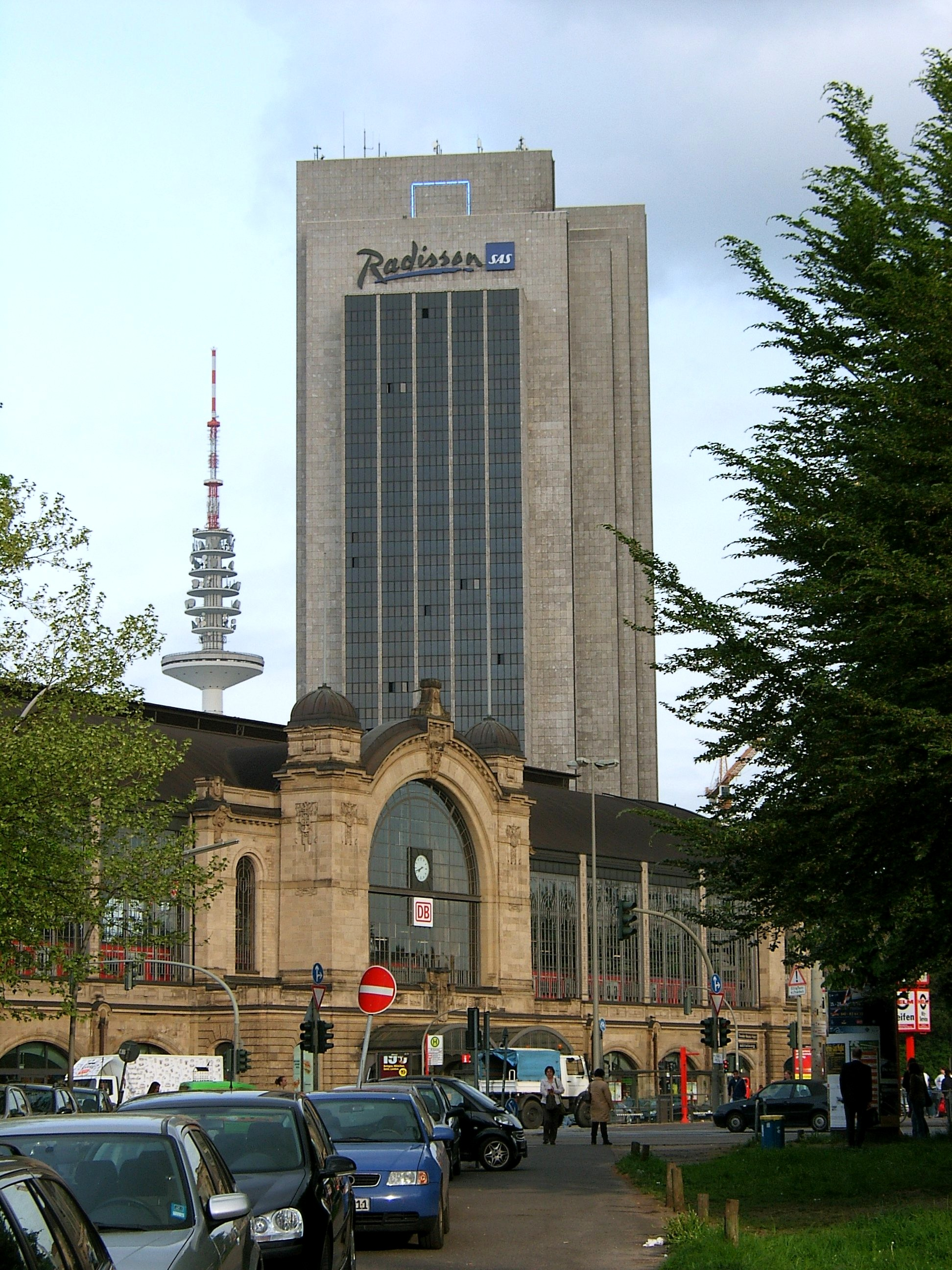
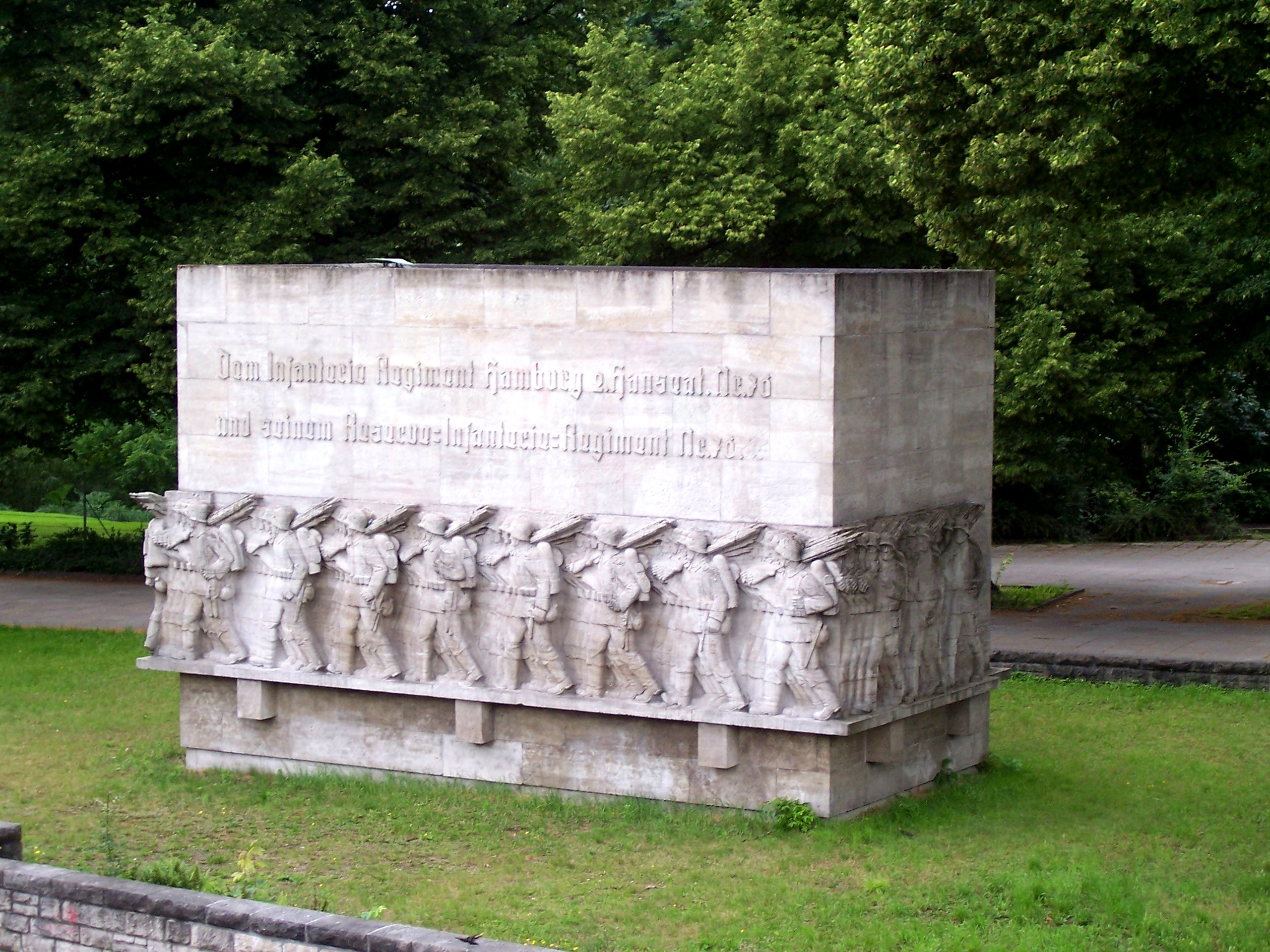
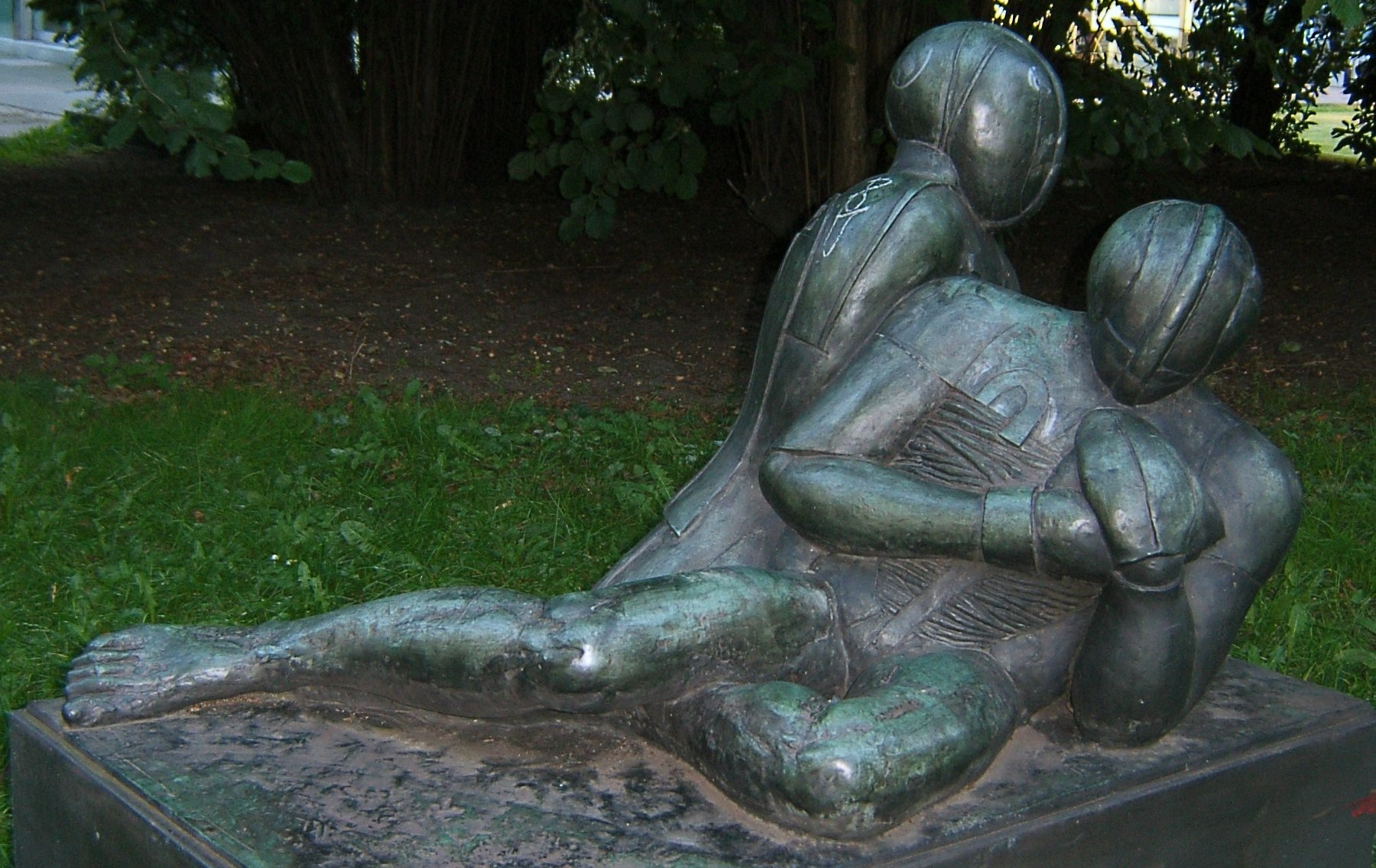
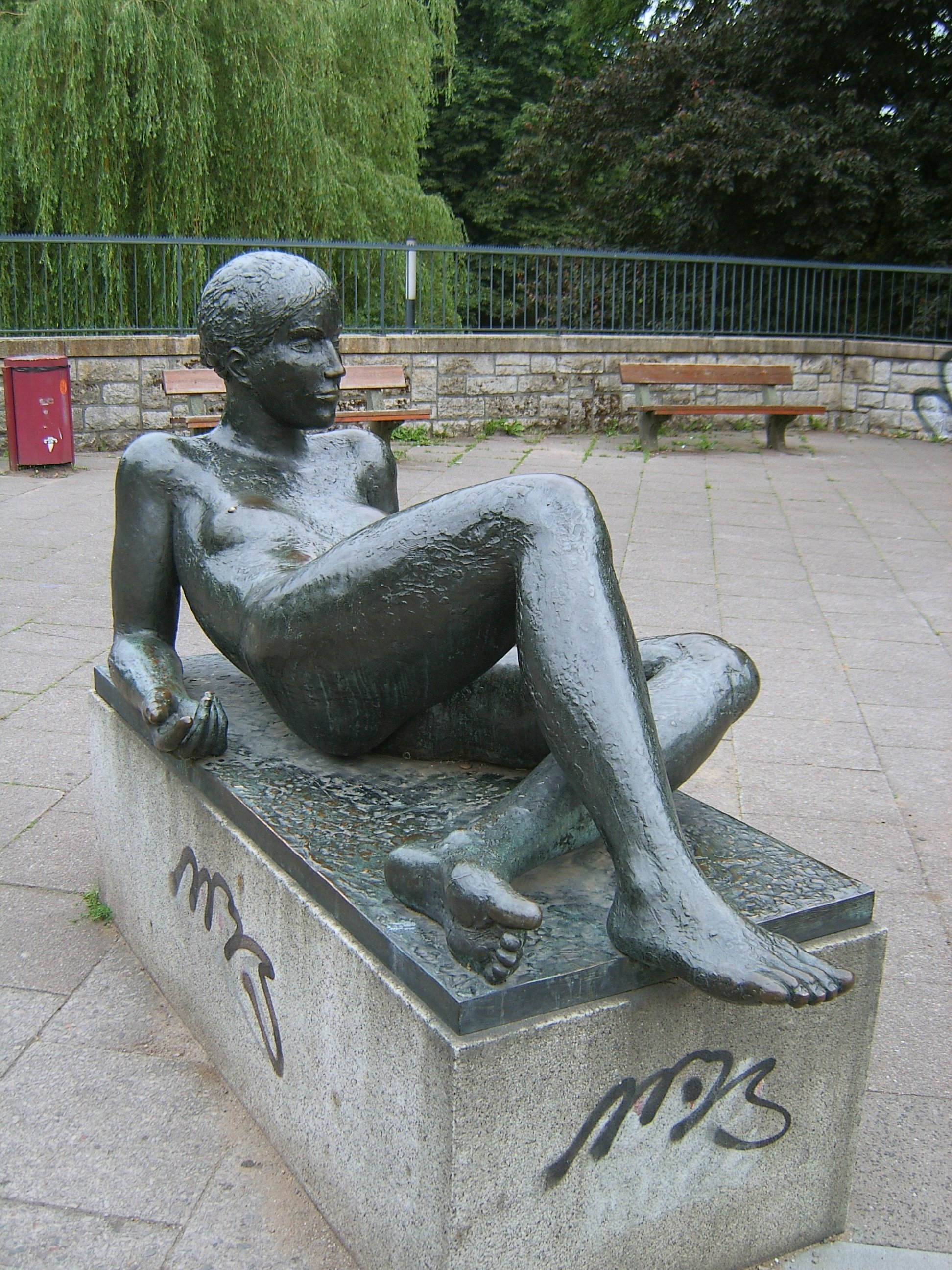